# Tidal Wave (Thorpe Park)
Tidal Wave (ou Oasis presents Tidal Wave dans le cadre du partenariat actuel) est une attraction aquatique de type « Shoot the Chute » située à Thorpe Park dans le Surrey, en Angleterre, au Royaume-Uni. Elle ouvre en 2000 et est le premier investissement majeur de Tussauds dans le parc, avant les montagnes russes Colossus en 2002.
Lors de sa construction en 2000, il s'agissait de l'attraction aquatique la plus haute d'Europe et elle a conservé ce titre jusqu'en 2002, date à laquelle Hydro à Oakwood Theme Park a ouvert ses portes.

## Parcours
L'attraction débute immédiatement par un lift à chaine à la sortie de la gare d'embarquement, conduisant les embarcations à 26 m de hauteur. Le bateau effectue ensuite un virage à gauche, avant d'entamer la descente. À l'arrivée en bas, l'entrée au contact de l'eau provoque une grande vague, aspergeant les passagers et les alentours. L'embarcation continue ensuite sur une petite distance en ligne droite avant d'effectuer un virage gauche et de retourner en gare.

## Thème
L'attraction a pour décor un village de pêcheurs de style Nouvelle-Angleterre des années 1960, Amity Cove, qui semble avoir été frappé par un raz-de-marée. Partout à Amity Cove, une station de radio fictive appelée WWTP Radio diffuse du rock 'n' roll et de la surf music de l'époque (par exemple The Beach Boys et Elvis Presley), ainsi que des publicités parodiques, des reportages d'actualité et des interviews de personnes du village. À l'origine, la zone comprenait de nombreux éléments de décors, des effets et gags visuels sur ce thème, même si aujourd'hui une grande partie a disparu.

Lors de son lancement, l'expérience était décrite comme suit : 

« Une dévastation totale : partagez les sensations d'un village de pêcheurs dévasté par un immense mur d'eau et qui est sur le point de subir une seconde vague. Les passagers, en attendant d'être évacués du lieu de la catastrophe, vivront l'expérience d'une vague géante. »

La file d'attente de l'attraction abrite un certain nombre de bâtiments partiellement en ruines, notamment une salle de bain avec une douche qui fuit, des toilettes qui débordent et une maison avec un bateau coincé dans son toit. La gare d'embarquement est construite en angle pour donner l’impression que le bâtiment s’enfonce. En quittant l'attraction, les passagers sont conduits à travers une cabane à façade ouverte au-dessus de la fin de la descente, juste en face du splash down (zone où l'embarcation entre en contact avec l'eau). Lorsque le bateau touche l'eau, la vague se dirige directement vers ce bâtiment et continue souvent jusqu'au sentier situé derrière.
À l'origine, autour du bassin de l'attraction, se trouvaient plusieurs effets d'importance, comme un château d'eau qui libérait un torrent d'eau, le son d'un orgue d'église provenant de la flèche d'une église engloutie et un réservoir d'essence qui explosait avec une flamme géante. Le réservoir de gaz ne fonctionne plus car les cylindres qui servaient à alimenter la flamme ont été retirés lors de la construction de Stealth et n'ont jamais été remis en place.

## Partenariats
De 2006 à 2009, l'attraction était sponsorisée par Original Source, puis par Dr Pepper de 2010 à 2018. En 2019, Oasis a été annoncé comme le nouveau sponsor.

## Amity Cove

### Autres attractions
En prévision de Stealth, la zone Amity a été étendue vers les tasses. Teacups a été relooké, avec des fissures peintes sur les tasses et le manège a été rebaptisé Storm In A Teacup. Stealth était l'attraction phare de Thorpe Park lors de son ouverture et lorsque Flying Fish a été déplacé en 2007, il a également été adapté au thème d'Amity. En 2008, Time Voyagers, un nouveau film 4D, a ouvert, prolongeant Amity vers un restaurant de fish and chips. En 2011, Storm Surge, une attraction de rapides rotatifs, a ouvert en face de Tidal Wave.

### Boutiques
La zone comprend également quelques points de restauration : une boutique de beignets appelée Amity Naughty Bites et un kebab appelé The Amity Kebab Co. (le stand photo de Tidal Wave est située directement au-dessus du magasin de kebab). Un petit kiosque Ben & Jerry's est également situé à la sortie de Tidal Wave. De plus, la zone abrite un magasin de fish and chips, connu sous le nom de Amity Fish & Chips. Il y a également des boutiques à Amity, le plus grand magasin de Thorpe Park (appelé Thorpe Mega Store), ainsi qu'un kiosque de billets et d'informations à côté de l'entrée de Tidal Wave vendant des billets Fastrack et Bounce Back.
Il y a également un KFC dans le quartier, qui s'intègre parfaitement au thème car il ressemble à un restaurant américain des années 1950. À l'intérieur, il y a des miroirs brisés sur les murs et le plafond semble avoir été endommagé par le raz-de-marée. Sur la façade figure un requin grandeur nature qui semble avoir été projeté sur le bâtiment.
Un Burger King est également situé dans le quartier, et son thème est très similaire à celui du KFC, celui d'un restaurant des années 1950.